# Torneo Juvenil de Cannes
El Torneo Juvenil de Cannes (Tournoi Juniors U-18 de Cannes en francés), también denominado Campeonato Mundial Juvenil Amateur de Cannes, fue un torneo internacional de selecciones nacionales de fútbol compuestas por jugadores menores de 18 años. El torneo era organizado entre marzo y abril de cada año en Cannes, Francia, y surgió en 1950 como una competición juvenil de clubes, además de haber sido el principal antecedente de la Copa Mundial de Fútbol Sub-20.
Luego de 18 ediciones ininterrumpidas, en 1968 no se disputó el torneo y, a partir de 1969, comenzaron a participar seleccionados nacionales juveniles. A partir de 1974, el torneo dejó de incluir clubes, aunque continuó teniendo la participación de combinados locales de manera esporádica. Tras la edición de 1986, la competición dejó de disputarse.

## Sistema de disputa
El torneo se desarrollaba bajo el formato de eliminación directa a único partido. En los enfrentamientos finales, se definía al campeón, tercer lugar, etc. En caso de igualdad, se definió al ganador por medio de la cantidad de corners ejecutados.
A partir de la edición de 1976, empezó a disputarse una fase de grupos, cada una bajo el sistema de todos contra todos. El mejor posicionado de cada grupo accedió a la final, mientras el segundo lugar disputó el tercer lugar, y así con las demás posiciones. En caso de igualdad en los enfrentamientos finales, se definió en un principio por medio del promedio de gol, luego por medio de una tanda de penales.

## Historial
Esta tabla muestra los principales resultados de la fase final de cada Torneo Juvenil de Fútbol Sub-18. Para más información sobre un torneo en particular, véase la página especializada de ella en Detalles.
| Año           | Campeón             | Final Resultado | Subcampeón            | Tercer lugar              | Resultado                 | Cuarto lugar              |
| ------------- | ------------------- | --------------- | --------------------- | ------------------------- | ------------------------- | ------------------------- |
| 1950 Detalles | Tottenham Hotspur   |                 | Norrköping            | Atalanta Bergamo y Cannes | Atalanta Bergamo y Cannes | Atalanta Bergamo y Cannes |
| 1951 Detalles | Yugoslavia          | 3:2             | Austria               | Bélgica                   | 1:0                       | Irlanda del Norte         |
| 1952 Detalles | Atalanta Bergamo    | 6:2             | Cannes                | Rapid Wien                | 1:1 5:3 (cor.)            | Servette                  |
| 1953 Detalles | Bayern München      | 3:1             | Cannes                | Atalanta Bergamo          | 5:0                       | Deportivo Barcelona       |
| 1954 Detalles | Deportivo Barcelona | 5:1             | Lille Olympique       | Torino                    | 2:2 4:2 (cor.)            | Bayern München            |
| 1955 Detalles | Milan               | 3:0             | Stade de Reims        | Espanyol                  | 2:1                       | Cannes                    |
| 1956 Detalles | Sheffield Wednesday | 2:0             | Núremberg             | Cannes                    | 2:2 (cor.)                | Racing                    |
| 1957 Detalles | Cannes              | 0:0 5:5 (cor.)  | Fiorentina            | Nice                      | 1:0                       | Urania                    |
| 1958 Detalles | Lazio               |                 | Núremberg             | Šibenik                   | 2:1                       | Cannes                    |
| 1959 Detalles | Chelsea             | 2:1             | Lazio                 | Orliki Warzawa            | 2:0                       | Jume Madrid               |
| 1960 Detalles | Monaco              | 4:2             | Chelsea               | La Haye                   |                           | Cannes                    |
| 1961 Detalles | Chelsea             | 1:0             | Cannes                | Juventus                  |                           | Monaco                    |
| 1962 Detalles | Cannes              | 1:0             | Chelsea               | Royal                     |                           | Milan                     |
| 1963 Detalles | Chelsea             | 2:0             | Tevere Roma           | Wiener y Lausanne-Sport   | Wiener y Lausanne-Sport   | Wiener y Lausanne-Sport   |
| 1964 Detalles | Milan               | 2:0             | Cannes                | Chelsea                   | 4:1                       | Barcelona                 |
| 1965 Detalles | Den Haag            | 3:1             | Rapid Wien            | Sparta Praha              | 2:1                       | Kaiserslautern            |
| 1966 Detalles | Cannes              | 4:1             | Vasas                 | Slovan Bratislava         |                           | Fiorentina                |
| 1967 Detalles | Barcelona           | 0:0 8:4 (cor.)  | Internazionale Milano | Sparta Praha              | 0:0 6:2 (cor.)            | Cannes                    |
| 1968          | No se disputó.      | No se disputó.  | No se disputó.        | No se disputó.            | No se disputó.            | No se disputó.            |
| 1969 Detalles | Rumania             | 1:0             | Francia               | Israel                    | 1:0                       | Unión Soviética           |
| 1970 Detalles | Francia             | 3:1             | Portugal              | Milan                     | 1:1 4:2 (cor.)            | Suecia                    |
| 1971 Detalles | Brasil              | 2:0             | Francia               | Argentina                 | 2:1                       | Hungría                   |
| 1972 Detalles | Brasil              | 2:1             | Argentina             | Unión Soviética           |                           | Hajduk                    |
| 1973 Detalles | Brasil              | 3:2             | Países Bajos          | Argentina                 | 2:0                       | Standard                  |
| 1974 Detalles | Brasil              | 3:1             | Países Bajos          | Francia                   | 4:2                       | Italia                    |
| 1975 Detalles | México              | 2:0             | Polonia               | Checoslovaquia            | 3:1                       | Portugal                  |
| 1976 Detalles | Escocia             | 1:0             | Francia               | Brasil                    | 4:0                       | México                    |
| 1977 Detalles | Bulgaria            | 1:0             | Francia               | Escocia                   | 3:1                       | Portugal                  |
| 1978 Detalles | Países Bajos        | 1:0             | México                | Brasil                    | 2:1                       | Francia                   |
| 1979 Detalles | Uruguay             | 1:0             | Costa Azul            | Francia                   | 1:0                       | Portugal                  |
| 1980 Detalles | Francia             | 5:0             | Italia                | Rumania                   | 2:1                       | Países Bajos              |
| 1981 Detalles | Países Bajos        | 0:0 4:3 (pen.)  | Italia                | Francia                   | 4:0                       | Brasil                    |
| 1982 Detalles | Francia             | 1:0             | Inglaterra            | Países Bajos              | 4:2                       | Italia                    |
| 1983 Detalles | Francia             | 1:1 3:1 (pen.)  | Italia                | Brasil                    | 2:1                       | Unión Soviética           |
| 1984 Detalles | Francia             | 2:1             | Inglaterra            | Italia                    | 1:0                       | Checoslovaquia            |
| 1985 Detalles | Italia              | 2:1             | Dinamarca             | Francia                   | 1:1 6:5 (pen.)            | Países Bajos              |
| 1986 Detalles | Costa Azul          | 2:1             | Inglaterra            | Brasil                    | 1:1 4:3 (pen.)            | Italia                    |

## Palmarés

### Palmarés por selección
La lista a continuación muestra a los equipos que han estado entre los cuatro mejores de alguna edición del torneo. En cursiva, se indica el torneo en que el equipo fue local. Se incluye selecciones no nacionales.
| Selección         | Campeón                          | Subcampeón                 | Tercer lugar               | Cuarto lugar         |
| ----------------- | -------------------------------- | -------------------------- | -------------------------- | -------------------- |
| Francia           | 5 (1970, 1980, 1982, 1983, 1984) | 4 (1969, 1971, 1976, 1977) | 4 (1974, 1979, 1981, 1985) | 1 (1978)             |
| Brasil            | 4 (1971, 1972, 1973, 1974)       |                            | 4 (1976, 1978, 1983, 1986) | 1 (1981)             |
| Países Bajos      | 2 (1978, 1981)                   | 2 (1973, 1974)             | 1 (1982)                   | 2 (1980, 1985)       |
| Italia            | 1 (1985)                         | 3 (1980, 1981, 1983)       | 1 (1984)                   | 3 (1974, 1982, 1986) |
| México            | 1 (1975)                         | 1 (1978)                   |                            | 1 (1976)             |
| Costa Azul        | 1 (1986)                         | 1 (1979)                   |                            |                      |
| Escocia           | 1 (1976)                         |                            | 1 (1977)                   |                      |
| Rumania           | 1 (1969)                         |                            | 1 (1980)                   |                      |
| Bulgaria          | 1 (1977)                         |                            |                            |                      |
| Yugoslavia        | 1 (1951)                         |                            |                            |                      |
| Uruguay           | 1 (1979)                         |                            |                            |                      |
| Inglaterra        |                                  | 3 (1982, 1984, 1986)       |                            |                      |
| Argentina         |                                  | 1 (1972)                   | 2 (1971, 1973)             |                      |
| Portugal          |                                  | 1 (1970)                   |                            | 3 (1975, 1977, 1979) |
| Austria           |                                  | 1 (1951)                   |                            |                      |
| Polonia           |                                  | 1 (1975)                   |                            |                      |
| Dinamarca         |                                  | 1 (1985)                   |                            |                      |
| Unión Soviética   |                                  |                            | 1 (1972)                   | 2 (1969, 1983)       |
| Checoslovaquia    |                                  |                            | 1 (1975)                   | 1 (1984)             |
| Bélgica           |                                  |                            | 1 (1951)                   |                      |
| Israel            |                                  |                            | 1 (1969)                   |                      |
| Hungría           |                                  |                            |                            | 1 (1971)             |
| Suecia            |                                  |                            |                            | 1 (1970)             |
| Irlanda del Norte |                                  |                            |                            | 1 (1951)             |